# Leptodeira maculata
Espèce
Synonymes
- Megalops maculatus Hallowell, 1861
- Leptodeira smithi Taylor, 1938
- Leptodeira annulata cussiliris Duellman, 1958

Statut de conservation UICN

 LC  : Préoccupation mineure
Leptodeira maculata  est une espèce de serpents de la famille des Dipsadidae.

## Répartition
Cette espèce est endémique du Mexique. Elle se rencontre jusqu'à 2 000 m d'altitude,.

## Description
C'est un serpent ovipare.

## Publication originale
- Hallowell, 1861 "1860" : Report upon the Reptilia of the North Pacific Exploring Expedition, under command of Capt. John Rogers, U. S. N. Proceedings of the Academy of Natural Sciences of Philadelphia, vol. 12, p. 480-510 (texte intégral).